# بورس پره پاتلار
بورس پره پاتلار (انگلیسی: Prepatellar bursa)یک بورس با لایه نازک سینوویال می‌باشد که در بین پوست و استخوان کشکک قرار دارد.
التهاب این بورس که به صورت تورم و درد در روی استخوان کشکک خود را نشان می دهد به عنوان بورسیت پره پتلا یا زانوی خدمتکاران شناخته می شود.